# Communauté de communes de la Combe de Savoie
La communauté de communes de la Combe de Savoie est une ancienne communauté de communes française, située dans le département de la Savoie en région Rhône-Alpes.
Cet établissement public de coopération intercommunale (EPCI) à fiscalité propre créé en 2004 a disparu le 1er janvier 2014 avec la création de la communauté de communes Cœur de Savoie dont le nouveau siège est situé à Montmélian.

## Histoire
À la suite de la loi no 99–586 du 12 juillet 1999 relative au renforcement et à la simplification de la coopération intercommunale, dite loi Chevènement, le syndicat du canton de Saint-Pierre-d’Albigny, qui comprenait neuf communes, a décidé de se dissoudre. Les quatre communes de Saint-Pierre-d’Albigny, Saint-Jean-de-la-Porte, Cruet et Fréterive ont choisi de se rassembler pour créer la communauté de communes de la Combe de Savoie, par arrêté préfectoral en date du 31 décembre 2003.

## Composition
L'intercommunalité regroupe les 4 communes suivantes :
| Nom                    | Code Insee | Gentilé         | Superficie (km2) | Population (dernière pop. légale) | Densité (hab./km2) |
| ---------------------- | ---------- | --------------- | ---------------- | --------------------------------- | ------------------ |
| Saint-Pierre-d'Albigny | 73270      | Saint-Pierrains | 18,46            | 3 880 (2014)                      | 210                |
| Saint-Jean-de-la-Porte | 73247      | Saintgerins     | 16,01            | 884 (2014)                        | 55                 |
| Cruet                  | 73096      | Cruetnerains    | 10,06            | 1 017 (2014)                      | 101                |
| Fréterive              | 73120      | Frétarivots     | 11,01            | 536 (2014)                        | 49                 |

## Compétences
La création d’une communauté de communes est issue de la volonté des communes membres de mettre fin à une redondance de structures entre les communes associées, de faire des économies d’échelle et de favoriser le développement du territoire communautaire.
Elle exerce deux compétences obligatoires :
- l’aménagement de l’espace (mise en place d'une consultance architecturale gratuite, négociation programmes pluriannuels avec Région et Département; programmes fonciers; négociation PPRI)
- le développement économique (zones d’activités, commerce et artisanat, politique de l’emploi, etc.)

Elle exerce par ailleurs d’autres compétences :
- la protection et mise en valeur de l’environnement (ordures ménagères, assainissement autonome, prévention érosion des sols, etc.) ;
- la politique du logement et du cadre de vie ;
- la construction, l’entretien et le fonctionnement d’équipements culturels et sportifs et d’enseignement (emprunts collège) ;
- la politique relative à l’enfance et à la jeunesse (accueil de la petite enfance, animations à destination de l’enfance et de la jeunesse, etc.) ;
- la construction d’une gendarmerie, d’espaces publics numériques
- La valorisation des sentiers de randonnées

## Administration

### Conseil communautaire
Le conseil de communauté est composé de délégués de conseils municipaux représentant les quatre communes membres. La répartition des sièges communautaires a été décidée collectivement en fonction de la population de chaque commune :
- Saint-Pierre d’Albigny a cinq membres (Christiane Brunet, Thierry Ferrachat, Jean-Jacques Mauris, Pierre Guidat, Claude Riond) ;
- Fréterive, deux (Bernard Reverdy, Eve Buevoz) ;
- Saint-Jean de la Porte, trois (Jean-François Quesnel, Gérard Rochas, Jean-Louis Velletaz) ;
- Cruet, trois (Etienne Pilard, Marie-Hélène Plaveret, François Tiollier).

### Bureau
* Président : Jean-Jacques Mauris
- Vice-présidents : Étienne Pilard, Bernard Reverdy, Gérard Rochas

### Agents
- Directeur : Dominique Assier
- Environnement : Olivia Morelle
- Coordinatrice périscolaire : Monique Lecomte
- Halte-garderie : Mmes Céline Reveyrand, Catherine Louvel, Chantal Calvi et Anne Martin
- Secrétariat Comptabilité : Frédérique Dufaure
- Agent technique : Sylvie Deregnieaux

## Budget en 2008
Le budget principal de 2008 de la communauté de communes s’équilibre en dépenses et en recettes à 2 497 725 €, réparti entre :
- 1 696 006 euros pour le budget de fonctionnement ;
- 801 719 euros pour le budget investissement :

### Fonctionnement
Les recettes composant ce budget sont constituées :
- par les produits de quatre taxes (taxe d’habitation à 1,22 %, foncier bâti à 2,63 %, foncier non bâti à 7,71 % et taxe professionnelle à 1,97 %) pour un montant global de 248 819 €  (les taux n'ont pas augmenté depuis 4 ans);
- par la taxe d’enlèvement des ordures ménagères (taux de 14,00 %) pour 568 645 € (le taux a légèrement diminué en 4 ans)  ;
- par les dotations et subventions des partenaires pour 618 002 € ;
- par d’autres recettes pour 130 000 €.

Les dépenses sont orientées principalement sur :
- les charges et frais de fonctionnement courants tels que personnel, loyers, assurances, bureaux d’études, pour 681 788 € ;
- les prestations de services, participations et subventions versées, pour 781 566 € ;
- les charges financières et d’autofinancement, pour 200 000 €.

### Investissement
Les recettes composant ce budget sont constituées :
- par les dotations et subventions des partenaires, pour 315 533 € ;
- par l’autofinancement dégagé, pour 303 012 € ;
- par l’emprunt, pour 189 434 €.

Les dépenses sont affectées sur :
- l’achat de foncier, leur aménagement et les travaux d'équipement (gendarmerie, déchèterie, zones d’activités, maîtrise des eaux pluviales, garderies, signalétiques touristiques), pour 611 159 € ;
- les études, pour 77 000 € ;
- l’équipement des bureaux et le gros matériel d’exploitation, pour 30 000 € ;
- les autres charges financières, pour 90 000 €.

### Assainissement
Le budget annexe dit « d’assainissement non collectif » permet la gestion cette nouvelle compétence de la communauté de communes. Il doit être en théorie équilibré par les recettes tirées des redevances des usagers.
Le budget s’équilibre en dépenses et en recettes comme suit :
- Fonctionnement : 73 626 € ;
- Investissement : 10 584 € ;

pour un total de 84 210 €.
La communauté de communes de la Combe de Savoie a mis en place un SPANC conformément à la Loi sur l’eau 3-1-1992 qui stipule que ce service soit créé avant le 31 décembre 2005.
Les missions du SPANC consistent à assurer un contrôle des installations d’assainissement autonome lors de leur réalisation, mais également un contrôle régulier de leur bon fonctionnement et de leur entretien. Ces contrôles concernent donc à la fois les dispositifs neufs et ceux existants.
Rappel : Le dispositif d’assainissement autonome est un dispositif obligatoire pour les personnes non raccordées au réseau d’égouts, qui permet le traitement des eaux usées provenant de la fosse septique ou toutes eaux avant leur rejet dans le milieu naturel. L’objectif de ce dispositif est de préserver la qualité des cours d’eau et nappes phréatiques.

## Nouveaux partenariats
Dans une logique de territoire, la CCCS est partenaire de collectivités sur les thématiques d’aménagement du territoire :
- du parc naturel régional du Massif des Bauges pour certaines opérations :
  - la réhabilitation de bâtiments vacants,
  - les aides au commerce et à l’artisanat,
  - la gestion des déchets,
  - le tourisme ;
- d’autres communautés de communes du territoire du Cœur de Savoie :
  - un partenariat avec la communauté de communes du Gelon et du Coisin pour la mission emploi entreprises et la petite enfance
  - des animations agricoles et économiques à l’échelle de Cœur de Savoie avec les cantons de Montmélian, Saint-Pierre-d'Albigny, Chamoux-sur-Gelon, La Rochette ;
- du département de la Savoie et de la région Rhône-Alpes pour une négociation de contrat de développement à l’échelle :
  - du Cœur de Savoie pour le conseil général,
  - de Métropole Savoie pour le conseil régional.